# Ormes (Marne)
Ormes é uma comuna francesa na região administrativa do Grande Leste, no departamento de Marne. Estende-se por uma área de 6.31 km², e possui 435 habitantes, segundo o censo de 2018, com uma densidade de 69 hab/km².